# Lorenzo da Ponte
Lorenzo da Ponte (10. marts 1749 i Ceneda – 17. august 1838) var en italiensk librettist. Han skrev libretti til mange komponister, men er særligt kendt for at have skrevet libretti til Mozarts operaer: Figaros bryllup (Le nozze di Figaro) (1786), Don Giovanni (1787) og Così fan tutte (1790). Disse tre operaer kaldes derfor også af og til "da Ponte-trilogien".
Lorenzo da Ponte, egentlig Emmanuele Conegliano, var fra en italiensk, jødisk familie. Men da moren døde i 1754, og faren derefter giftede sig med en kristen kvinde, konverterede hele familien til katolicismen. da Ponte tog navn og efternavn efter den biskop, der døbte ham, og som hjalp ham og hans brødre til at få en uddannelse. Han studerede på præsteseminariet og viste sig at være en dygtig versmager på både italiensk og latin. Han blev udnævnt til professor i litteratur i Treviso i 1773, men han blev forvist på grund af sine radikale synspunkter og sit amoralske leben i 1779.
Han flyttede derfor til Wien, hvor Europas førende librettist, Pietro Metastasio, boede. Lorenzo da Ponte blev udnævnt til librettist ved det nye italienske teater i 1781 efter at være blevet anbefalet af Antonio Salieri. Her skrev han for Mozart og for andre komponister som Salieri and Vicente Martín y Soler.
Efter ni år blev han atter bandlyst på grund af en skandale. Lorenzo da Ponte rejste rundt i Europa, indgik et ulykkeligt ægteskab og slog sig ned i London i 1791. Der arbejdede han som italiensklærer, boghandler og som librettist ved Drury Lane-teatret, indtil han gik bankerot i 1804.
I 1805 emigrerede da Ponte til USA, men det lykkedes ham ikke at etablere sig som købmand i New Jersey. Han underviste resten af sit liv i italiensk sprog og kultur. Han havde næsten 2000 private elever. I 1830 blev han udnævnt til professor i italiensk ved Columbia College, der nu er Columbia University. da Pontes bibliotek blev købt af universitetet, da lærestolen blev oprettet i 1825. 
I 1833 var da Ponte med til at grundlægge "the Italian Opera House" i New York, hvor der blev givet 28 forestillinger af italiensk opera, inden teatret blev overtaget af andre. Foretagendet var det første forsøg på at opføre italiensk opera i faste rammer i USA. da Pontes sidste år var prægede af fattigdom og af hans italienske operaers fiasko.